# Centrale thermique Navajo
La centrale thermique de Navajo est une centrale thermique dans l'État de l'Arizona aux États-Unis.
Les 3 cheminées de 236,2 m ont été dynamitées le 18 décembre 2020.